# Emilia (Italië)

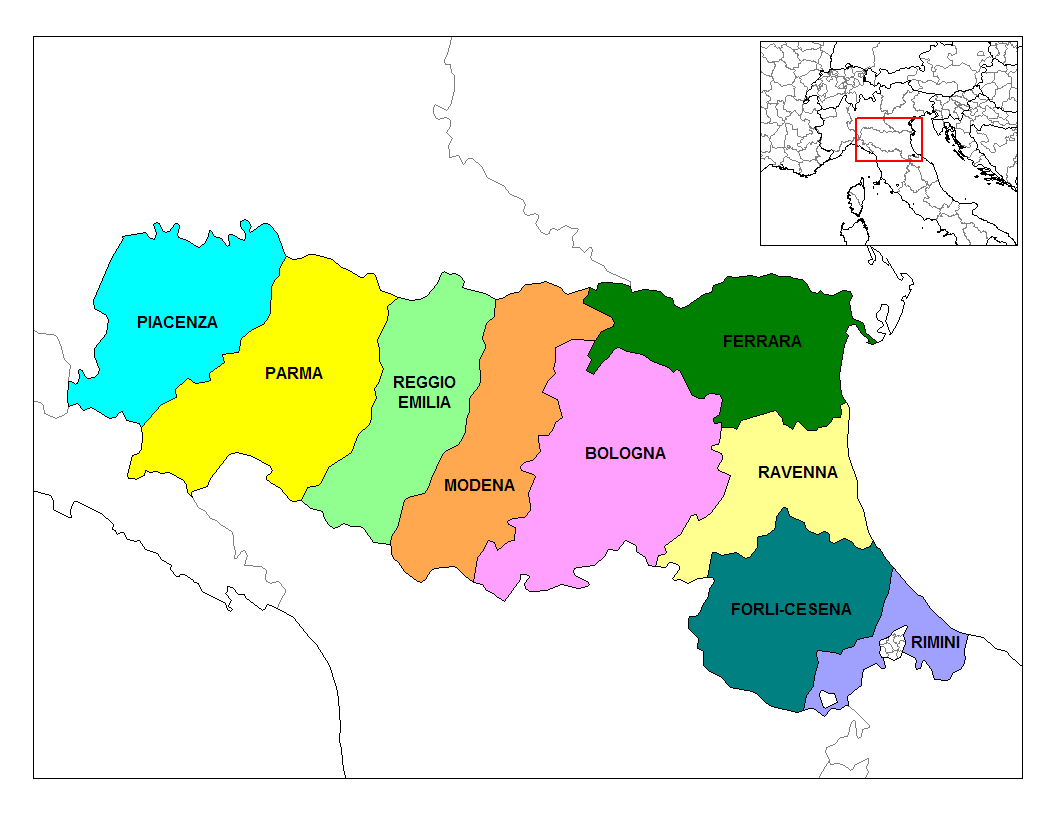
Provincies in de streek Emilia: Piacenza, Parma, Reggio Emilia, Modena, Bologna en Ferrara

Emilia is een historische streek in Italië, die overeenkomt met het westelijke en noordoostelijke deel van de regio Emilia-Romagna. De voornaamste steden zijn Ferrara, Bologna, Parma, Modena, Reggio Emilia en Piacenza.
Vanaf de komst van de Lombarden in de 6e eeuw tot 1859 was Emilia gewoon een deel van Lombardije. De voornaamste politieke machten waren de hertogdommen van Modena en Reggio, Parma en Piacenza en Ferrara. Bologna was lange tijd een grensgebied tussen Emilia en Romagna, zo was het meer oostelijke deel van de huidige provincie Bologna (Imola) onderdeel van Romagna. Behoudens korte onderbrekingen was toch al die tijd de Kerkelijke Staat de werkelijke macht.
Na de Napoleontische Oorlogen en het versterken van Piëmont werd Emilia door het Huis Savoye uitgevonden. Om Lombardije te verzwakken werd Emilia niet meer aan Lombardije toegewezen, maar werd een eigen, zelfstandig, gebied. De politieke keuze hiervan ziet men bijvoorbeeld ook terug in de plaatsnaam Reggio, die vóór 1859 werd aangeduid als simpelweg Reggio, of zelfs Reggio di Lombardia, maar ná 1859 specifiek als Reggio Emilia.
De naam van de streek komt van de Romeinse heerweg in de streek, de Via Aemilia. Na de Italiaanse eenmaking werd Emilia samengevoegd met Romagna tot de regio Emilia-Romagna.